# Sertaneja
Sertaneja es un municipio brasileño del estado de Paraná. Su población en 2005 era de 5.817 habitantes.

## Historia
Sertaneja fue fundada por la Ley n.º 2/1947, del 10 de octubre de 1947 que dispuso sobre la división territorial del Estado de Paraná para el quinquenio de 1947-1951 y que dividió el municipio de Cornélio Procópio, creando tres nuevos distritos: Sertaneja, Leópolis y Congonhas. La Ley n.º 790/1951, de 14 de noviembre de 1951 que dispuso sobre la división territorial del Estado de Paraná para el quinquenio de 1952-1956, elevó el distrito de Sertaneja a municipio y su territorio fue desglosado del municipio de Cornélio Procópio. 
El municipio de Sertaneja cuenta actualmente con un Distrito (Distrito de Paranagi) y algunas comunidades rurales. Su economía está basada en la agricultura, principalmente en el cultivo de soja, trigo y maíz. Hay áreas destinadas a la ganadería, sin embargo en menor extensión. El comercio es escaso, enfocado principalmente en el ramo supermercadista y en actividades relacionadas con la agricultura.
La temperatura media anual es de 21,9 °C.
La densidad pluviométrica tiene una media anual de 1.530 mm, siendo los meses entre junio y agosto el período más seco y el periodo más lluvioso los meses entre diciembre y febrero.

## Deporte
La ciudad de Sertaneja tiene un club que participa en el Campeonato Paranaense de Fútbol, el Club Recreativo Sertaneja.